# Särkijärvi (Korpilombolo socken, Norrbotten)
Särkijärvi är en sjö i Pajala kommun i Norrbotten och ingår i Kalixälvens huvudavrinningsområde. Sjön har en area på 0,0562 kvadratkilometer och ligger 248,8 meter över havet. Särkijärvi ligger i Torne och Kalix älvsystem Natura 2000-område. Sjön avvattnas av vattendraget Ohtanajoki.

## Delavrinningsområde
Särkijärvi ingår i det delavrinningsområde (744327-181815) som SMHI kallar för Mynnar i Teurajoki. Medelhöjden är 223 meter över havet och ytan är 74,39 kvadratkilometer. Det finns inga avrinningsområden uppströms utan avrinningsområdet är högsta punkten. Ohtanajoki som avvattnar avrinningsområdet har biflödesordning 3, vilket innebär att vattnet flödar genom totalt 3 vattendrag innan det når havet efter 175 kilometer. Avrinningsområdet består mestadels av skog (68 procent) och sankmarker (27 procent). Avrinningsområdet har 0,24 kvadratkilometer vattenytor vilket ger det en sjöprocent på 0,3 procent.